# Petrophila fulicalis
Petrophila fulicalis là một loài bướm đêm trong họ Crambidae.